# Leopold Fischer (Politiker)
Leopold Fischer (* 8. Jänner 1903 in Sooß; † 24. Juli 1982 ebenda) war ein österreichischer Politiker (ÖVP) und Weinbauer. Er war von 1949 bis 1962 Abgeordneter zum Österreichischen Nationalrat.

## Leben
Fischer besuchte nach der Volksschule eine Bürgerschule und absolvierte danach die Weinbauschule in Gumpoldskirchen bzw. Krems an der Donau. Zudem besuchte er einen Sonderlehrgang an der Hochschule für Bodenkultur in Wien. 1927 übernahm Fischer den elterlichen Weinbaubetrieb und war in der Folge als Weinbauer tätig. 

## Politik
Fischer war Bürgermeister der Gemeinde Sooß und vertrat die Österreichische Volkspartei zwischen dem 8. November 1949 und dem 14. Dezember 1962 im Nationalrat. 